# Suguru Ito
Suguru Ito (伊藤 卓 Itō Suguru?,  nacido el 7 de septiembre de 1975 en Katagami, Minamiakita, Akita) es un exfutbolista japonés. Jugaba de centrocampista y su último club fue el Shonan Bellmare de Japón.

## Trayectoria

### Clubes
| Club                 | País  | Año         |
| -------------------- | ----- | ----------- |
| Nagoya Grampus Eight | Japón | 1996 - 1999 |
| Kyoto Purple Sanga   | Japón | 1999        |
| Vegalta Sendai       | Japón | 2000        |
| Shonan Bellmare      | Japón | 2001        |